# Бадерна
Бадерна (итал. Monpaderno) је насељено место у Републици Хрватској у Истарској жупанији. Административно је у саставу Града Пореча.

## Географија
Бадерна је насеље на Порештини 13 км источно од Пореча и 19 км југозападно од Пазина на надморској висини од 260 метара. Лежи на раскршћу државних путева Пореч–Пазин–Ријека (Д-48, Д-302) кроз тунел Учка и Пула–Копар–Трст (Д-21).

## Историја
Насеље има градински карактер, а цело подручје је било насељено у римско доба. У средњем веку настало је село, које је у епидемијама куге око XIV века, напуштено. Насеље су 1541. на локалитету Монте Падерно основали и населили досељеници из Далмације, западне Босне и Боке которске, који су се у италијанској литератури (према млетачким изворима) називани Морлаци. Због свога положаја на млетачко-аустријској граници, Бадерна је често била подручје отворених оружаних сукоба између сељака с обе страна границе (млетачког насеља Свети Ловреч и Бадерне а Тињана са аустријског насеља).
Жупна црква посвећена Рођењу Блажене Дјевице Марије изграђена је у XVI веку, а темељно је обновљена и дограђена 1843. и 1878.. Одвојени звоник изграђен је 1827.

## Становништво
Становништво се бави пољопривредом и сточарством. Обриром на положај на раскршћу путева, важан је и транзитни туризам.
Према последњем попису становништва из 2011. године у насељу Бадерна живео је 221 становника који су живели у 87 домаћинства.
Кретање броја становника по пописима 1857—2001.
| година пописа  | 1857. | 1869. | 1880. | 1890. | 1900. | 1910. | 1921. | 1931. | 1948. | 1953. | 1961. | 1971. | 1981. | 1991. | 2001. | 2011. |
| бр. становника | 640   | 705   | 125   | 117   | 164   | 277   | 1143  | 1069  | 171   | 153   | 129   | 117   | 116   | 141   | 201   | 221   |

Напомена: У 1857, 1869, 1921. и 1931. садржи податке за насеља Банки, Бонаци, Братовићи, Чехићи, општина Свети Ловреч, Јурићи, Катун, Матулини, Раковци, Рупени, Штифанићи и Шушњићи, а у 1921. и 1931. за насеље Јакићи Долињи, општина Свети Ловреч.